# سكوت سينكلير

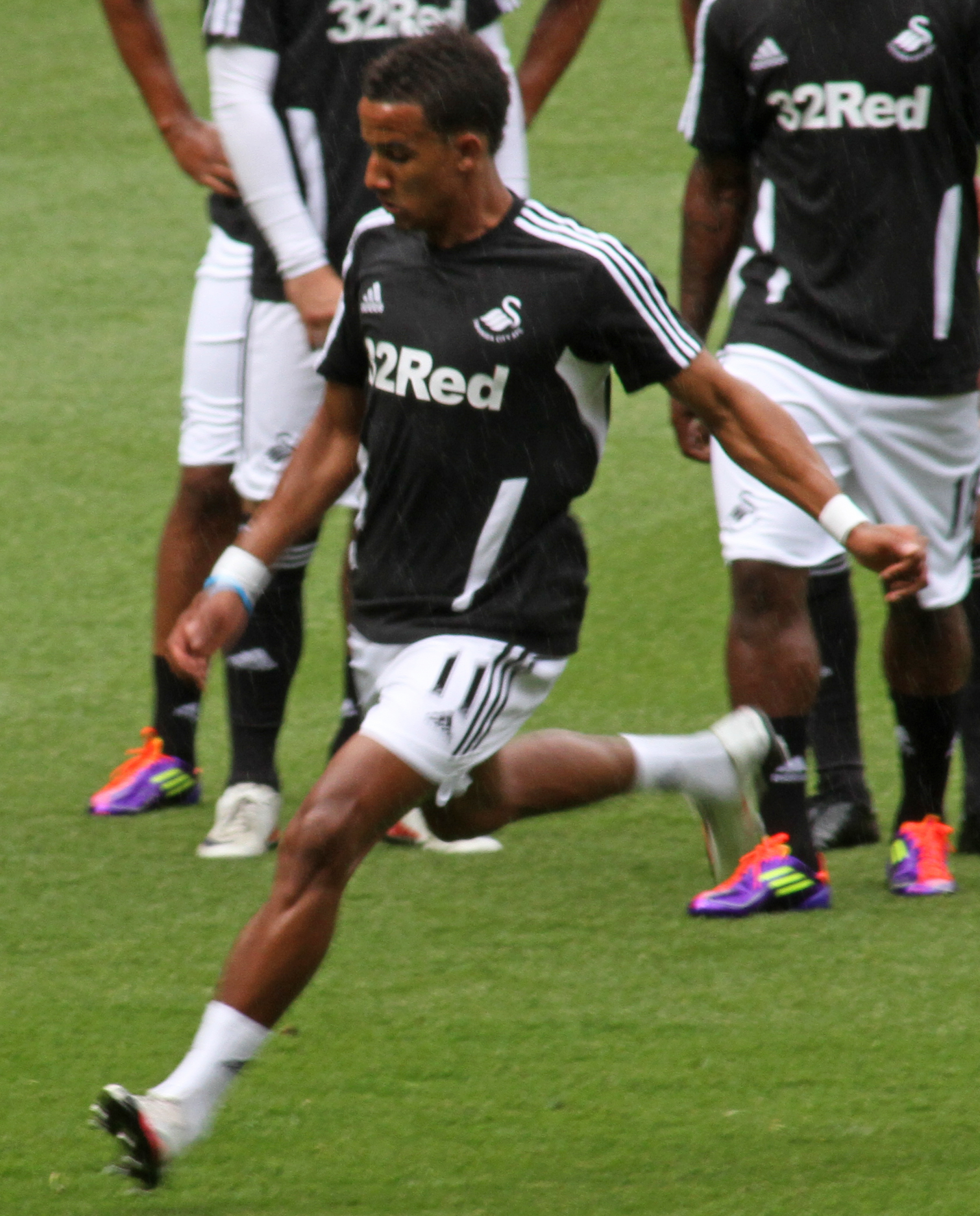
سكوت يتدرب مع سوانزي سيتي عام 2011

سكوت سينكلير (بالإنجليزية: Scott Sinclair)‏ أندرو من مواليد 25 مارس 1989 هو لاعب كرة قدم إنجليزي يلعب لنادي مانشستر سيتي الإنجليزي ولعب سابقا لأندية بريستول روفرز ونادي تشيلسي وبلايموث وو كوينز بارك رينجرز وتشارلتون أثليتيك وكريستال بالاس وبرمنغهام سيتي وويغان أتلتيك وسوانزي سيتي ولعب أيضا للفئات السنية في المنتخب الإنجليزي وكان ضمن منتخب بريطانيا في أولمبياد لندن 2012.

## بداياته مع الأندية وانتقاله لتشيسي واعاراته المتعددة
إنضـم سنكلير لنادي روفرز في سن التاسعة ولعب معهم حتى عام 2005 حين انتقل لنادي تشيلسي سجل سنكلير أول ظهور له مع الفريق الأول ضد نادي اندررز يكومب في كأس رابطة المحترفين الأنجليزية وسجل أول هدف له في الدقيقة 37 من مباراة تشيلسي وهال سيتي في كأس رابطة الأندية.
في شهر يناير وقع سينكلير على أعارة لمده شهر مع نادي بلايموث وعاد بعدها لتشليسي وتألق بعد فترة قصيرة من رجوعه للنادي وتحصل على رقم 17 بدلا من رقم 49 وكوفئ بهذا التألق بتجديد عقده لمده 4 سنوات وبعدها ذهب بعده إعارات هي : كوينز بارك رينجرز وتشارلتون اثليتيك وكريستال بالاس وبعدما تعاقد تشيلسي مع المدرب البرازيلي لويز فيليبي سكولاري أصبح سنكلير ضمن قائمة الفريق وكان ثاني أصغر لاعب في الفريق وفي يناير 2009 ذهب سنكلير إلى نادي برمنجهام سيتي لفترة أولية مدتها شهر ثم مدد برمنجهام سيتي هذه الإعارة حتى نهاية هذا الموسم 2009 - 2008.

## ويغان اثليتيك
بعدها في 6 أغسطس من عام 2009 قرر نادي تشيلسي إعاره سنكلير لنادي ويجان اثليتيك لموسم 2009 - 2010 وسجل أول هدف له في ويجان 2-1 هال سيتي في 3 أكتوبر 2009. وسجل هدفه الثاني مع ويجان بالمناسبة ضد هال مرة أخرى، في كأس الاتحاد الإنجليزي في 2 يناير 2010.

## سوانزي سيتي
في صيف عام 2010 انتقل سنكلير إلى نادي سوانزي سيتي نادي دوري الدرجة الأولى الإنجليزية وساعدهم بالصعود إلى الدرجة الممتازة وليصبح سوانسي سيتي أول نادي ويلزي يلعب في البريمير لييغ تألق سنكلير تواصل في الدرجة الممتازة وحصل فريقه على المركز 11 في أول موسم له في الدوري الإنجليزي الممتاز.

## مانشستر سيتي
بعد تألق سنكلير مع ناديه سوانسي سيتي أقتنعت إدارة مانشستر سيتي بقدرات هذا الجناح الطموح وتعاقدت معه ليلعب بجانب زملائه الجدد أبطال الدري الإنجليزي.

## روابط خارجية
- سكوت سينكلير على موقع الاتحاد الدولي (مؤرشف)  (الإنجليزية)
- سكوت سينكلير على موقع الاتحاد الأوربي (الإنجليزية)
- سكوت سينكلير على موقع إي إس بي إن إف سي (الإنجليزية)
- سكوت سينكلير على موقع قاعدة بيانات كرة القدم.إي يو (الإنجليزية)
- سكوت سينكلير على موقع Soccerbase.com (لاعب) (الإنجليزية)
- سكوت سينكلير على موقع Soccerway.com (الإنجليزية)
- سكوت سينكلير على موقع عالم كرة القدم.نت (الإنجليزية)
- سكوت سينكلير على موقع أوليمبيديا (الإنجليزية)
- سكوت سينكلير على موقع اللجنة الأولمبية البريطانية (الإنجليزية)
- سكوت سينكلير على موقع AS.com (الإسبانية)